# Японская оккупационная рупия
Японская оккупационная рупия (рупия японского правительства) (англ. Rupee, индон. Roepiah) — общее название двух видов денег, выпускавшихся Японской империей для использования на оккупированных в годы Второй мировой войны территориях Юго-Восточной Азии.

## Бирма

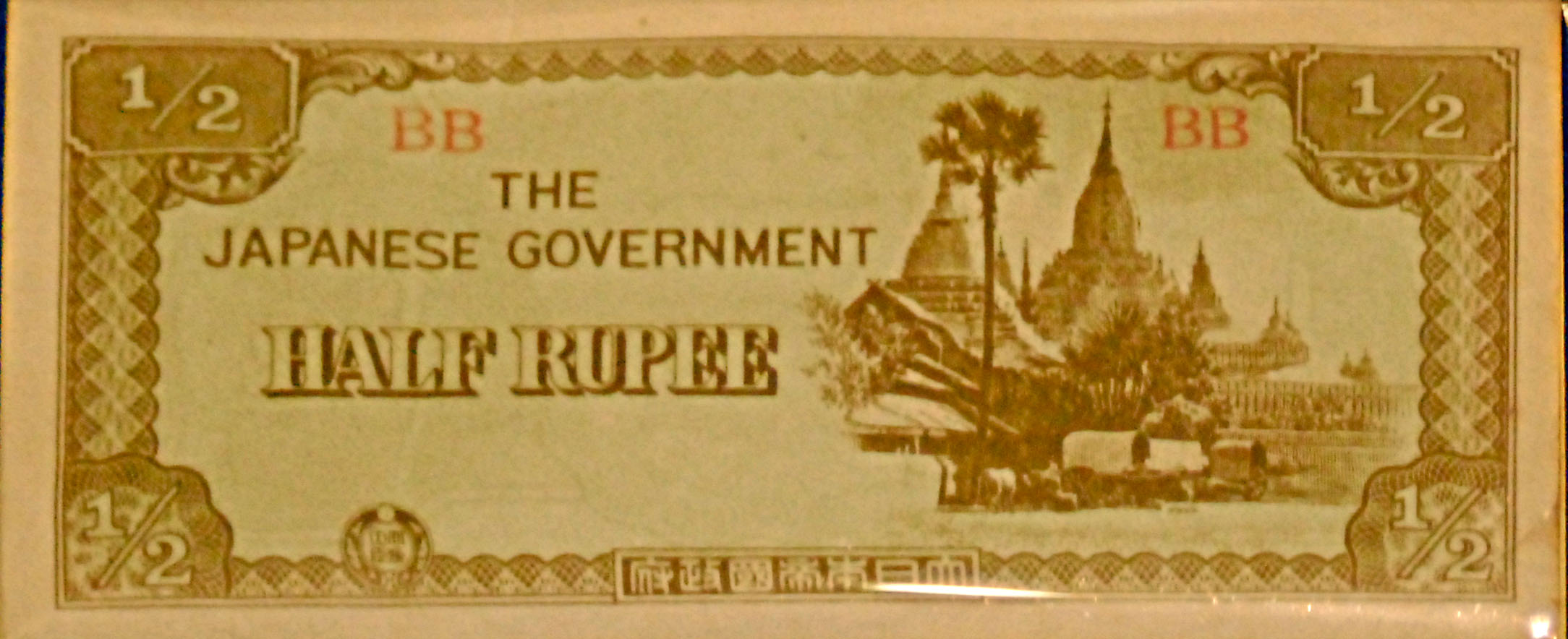
1/2 рупии серии «B»

В январе 1942 года японцы вторглись в Бирму. 21 мая 1942 года был взят Мандалай, и англичане эвакуировались в Индию. Союзники вернулись в Бирму только к концу войны, но так и не сумели полностью очистить её от японских войск до капитуляции Японии в августе 1945 года.
В 1942 году для использования на территории Бирмы японцы выпустили купюры номиналом 1, 5 и 10 центов, а также ¼, ½, 1, 5 и 10 рупий. Двузначная серия этих купюр начиналась с буквы «B» (Бирма), на всех купюрах — надпись на английском — «The Japanese Government».
В 1943 году было провозглашено марионеточное Государство Бирма, правительство которого в том же году начало выпуск собственных банкнот, обращавшихся параллельно с довоенными выпусками в бирманских рупиях и японскими оккупационными рупиями.
В результате эмиссии денежная масса в обращении за годы войны увеличилась в 44 раза.

## Нидерландская Индия
После падения Сингапура в феврале 1942 года японцы атаковали Нидерландскую Индию и заняли её к 9 марта 1942 года. В феврале того же года был оккупирован и Португальский Тимор. Для использования на оккупированных территориях первоначально были выпущены купюры с номиналами в центах и гульденах с надписями на голландском языке. В 1944 году, учитывая антиголландские настроения населения, начат выпуск банкнот в рупиях. Сначала были выпущены купюры номиналом в 100 и 1000 рупий с надписью на индонезийском языке «Pemerintah Dai Nippon» («Правительство великой Японии»); в том же году была выпущена дополнительная серия купюр номиналом в ½, 1, 5, 10 и 100 рупий с транслитерацией японских слов «Dai Nippon Teikoku Seifu» («Правительство Японской империи»). Двузначная серия этих купюр начиналась с буквы «S» (Shonan — яркий, прекрасный юг).
В 1945 году, после восстановления португальской администрации, в Португальском Тиморе возобновлён выпуск тиморской патаки. В Голландской Ост-Индии оккупационные гульдены и рупии были изъяты из обращении и обменяны на гульден Нидерландской Индии в 1946 году в соотношении 100:3.

## Банкноты и монеты
Выпускались банкноты:
- для Бирмы — серии «B» в 1, 5, 10 центов, 1⁄2, 1, 5, 10, 100 рупий[2];
- для Голландской Ост-Индии — серии «S» в 1⁄2, 1, 5, 10, 100, 1000 рупий[3].

В 1943—1944 годах монетный двор в Осаке изготовил для Голландской Ост-Индии монеты в 1, 5 и 10 сен. Монеты не были доставлены в Ост-Индию и не были выпущены в обращение.